# Мохаммад Нурул Худа
Мохамма́д Нуру́л Ху́да англ. Mohammad Nurul Huda; (бенг.  মুহম্মদ নুরুল হুদা  ); (род. 30 сентября 1949 г., Поак Кхали, Кокс-Базар, Британская Индия) – поэт, писатель и переводчик Бангладеш, пишущий на бенгальском языке.

## Краткая биография
В 1970 г. окончил с отличием Даккский университет, где изучал английскую литературу, в 1972 г. там же защитил магистерскую диссертацию. Стажировался в Центре «Восток-Запад» в Гавайях. В 1970-1975 гг. преподавал английский язык в различных колледжах, с 1976 г. - в Даккском университете. В 1977-2007 -  работал на различных должностях в Бенгальской Академии, в том числе в последние годы в качестве ее директора и редактора журнала Академии (Bangla Academy Journal). Был также исполнительным директором Литературного института Нузрула (Nuzrul Institute). В настоящее время возглавляет английскую кафедру Европейского университета Бангладеш. Консультант  Всемирной организации интеллектуальной собственности. Президент Клуба писателей Бангладеш. Организатор поэтических фестивалей «Дарианагар» в Кокс-Базаре. Участник Международных саммитов поэтов, проводимых ежегодно в Дакке организацией «Катхак».

Мохаммад Нурул Худа среди участников Поэтических чтений в Куала-Лумпуре, организованных объединением писателей "Нумера" 25 марта 2016 г. (в первом ряду, третий справа).

## Творчество
Уже в 1960-е гг. заявил о себе как талантливый поэт. В последующем стал писать также прозу (повесть «Jonmajati» - «Национальность по рождению», 1994), эссе, переводить произведения мировой классики на бенгальский язык (стихи турецкого поэта  Юнуса Эмре, рассказы   Фланнери О’Коннор, трагедия Эсхила « Агамемнон », трагедия Шекспира «Ромео и Джульета» и др.) и произведения бенгальских авторов на английский (стихи  Кази Назрула Ислама и др.). Всего опубликовал более 50 сборников стихов, три повести, более 20 сборников эссе, более 10 книг переводов. Кроме того, выступил составителем и редактором более 30 книг. Произведения писателя переведены на английский, французский, немецкий, шведский, арабский, урду и хинди языки.

## Награды[6]
- Поэтическая премия Абула Хассана (Abul Hasan Poetry Prize) (1983)
- Jessore Sahitya Parishad Award (1983)
- Литературная премия Алаола (Alaol Award) (1985)
- Awami Shilpa Sangbardhana (1987)
- Литературная премия Бенгальской академии (Bangla Academy Literary Award) (1988)
- Медаль Кокс-Базара (Cox's Bazar Medal) (1989)
- Поэт года (Междуродное сообщество поэтов, Мэриленд, США,1995)
- Награда президента Турции (1996)
- Поэтическая премия Махадиганта (Калькутта, 2007)
- «Экушей Падак»  (2015) – вторая по значению государственная награда в Бангладеш [7]

## Семья
- Мать Анджуман Ара Бегум (Anjuman Ara Begum)
- Отец Мохаммад Секандер ( Mohammad Sekander)